# Stade El Collao
Le stade El Collao est une enceinte sportive située à Alcoy (Alicante) dans la Communauté valencienne, en Espagne. Il accueille les matchs du Club Deportivo Alcoyano depuis 1929. Il a une capacité d'accueil de 4 850 spectateurs. Ce stade est inauguré le 28 août 1921. 